# رحيم أباد (خبريز)
رحیم أباد (بالفارسية: رحیم‌آباد) هي قرية تقع في إيران في قسم خبریز الريفي. يقدر عدد سكانها بـ 83 نسمة .